# Stretto di Clarence
Lo stretto di Clarence, originariamente denominato stretto del Duca di Clarence, in inglese Clarence Strait o Duke of Clarence Strait, è uno stretto situato nell'Alaska sud-orientale.

## Etimologia
La denominazione dello stretto venne data nel 1793, da George Vancouver in onore di Guglielmo IV del Regno Unito, duca di Clarence. L'esploratore spagnolo Jacinto Caamaño, che aveva esplorato la regione un anno prima di Vancouver, aveva chiamato lo stretto Entrada de Nuestra Senora del Carmen.

## Descrizione
È situato nell'arcipelago Alessandro e separa l'Isola del Principe di Galles ad ovest da Annette Island e da Revillagigedo Island a est. Dal punto di vista amministrativo separa il "Borough di Ketchikan Gateway" (a est) dal "Census Area di Prince of Wales-Hyder" (a ovest), mentre a nord bagna la "Wrangell-Petersburg Census Area".
È lungo 203 km da Dixon Entrance a sud, fino allo stretto di Sumner a nord. Il Moira Sound si apre sulla sponda occidentale dello stretto.
Il faro di Guard Island e il faro di Lincoln Rocks, entrambi localizzati nei pressi dello stretto di Clarence, erano un importante aiuto per la difficile navigazione in quelle acque prima dell'avvento dei moderni sistemi satellitari di ausilio alla navigazione.

### Dettaglio delle sponde dello stretto
L'orientamento dello stretto è da sud-est a nord-ovest. La sponda del lato occidentale, da nord a sud, è delimitata nel modo seguente:
- Canale di Kashevarof (Kashevarof Passage)[5] 56°07′36″N 132°59′19″W (il canale Kashevarof si trova sul lato occidentale ed è parallelo allo stretto di Clarence)
- Isola del Principe di Galles (l'isola occupa tutta la lunghezza dello stretto).

Delimitazione della sponda orientale (da nord a sud):
- Isola di Zarembo (Zarembo Island)[7] 56°21′21″N 132°50′09″W (lunghezza approssimativa sullo stretto: 20 km)
- Stretto di Stikine (Stikine Strait)[8] 56°18′42″N 132°36′52″W
- Isola di Etolin (Etolin Island)[9] 56°05′52″N 132°21′37″W (lunghezza approssimativa sullo stretto: 50 km)
- Canale di Ernest (Ernest Sound)[10] 56°59′38″N 132°04′30″W
- Penisola di Cleveland (Cleveland Peninsula)[11] 55°44′25″N 132°00′52″W (lunghezza approssimativa sullo stretto: 40 km)
- Canale Behm (Behm Canal)[12] 56°56′13″N 131°11′18″W
- Stretti di Tongass (Tongass Narrows)[13] 55°19′24″N 131°36′58″W
- Isola di Gravina (Gravina Island)[14] 55°18′14″N 131°47′11″W (lunghezza approssimativa sullo stretto: 35 km)
- Canale di Nichols (Nichols Passage)[15] 55°10′58″N 131°38′57″W
- Isola di Annette (Annette Island)[16] 55°07′45″N 131°27′07″W (lunghezza approssimativa sullo stretto: 15 km)
- Canale di Sealed (Sealed Passage)[17] 54°57′17″N 131°28′58″W
- Isola di Duke (Duke Island)[18] 54°55′51″N 131°20′44″W (lunghezza approssimativa sullo stretto: 15 km)
- Canale di Revillagigedo (Revillagidedo Channel)[19] 55°03′40″N 131°06′54″W

### Isole interne del canale
Nel canale sono presenti le seguenti principali isole (da nord a sud):
- Isola di Bushy (Bushy Island)[4] 56°15′45″N 132°58′52″W
- Isola di Shrubby (Shrubby Island)[20] 56°13′26″N 132°57′53″W
- Isole di Kashevarof (Kashevarof Islands)[21] 56°09′36″N 132°53′46″W
- Isole di Blashke (Blashke Islands)[22] 56°07′35″N 132°54′04″W
- Isola di Thorne (Thorne Island)[23] 56°05′16″N 133°01′53″W
- Isola di Stevenson (Stevenson Island)[24] 56°02′21″N 132°56′46″W
- Isola di Onslow (Onslow Island)[25] 55°52′48″N 132°21′47″W
- Isola di Grindall (Grindall Island)[26] 55°26′37″N 132°07′51″W
- Isola di Patterson (Patterson Island)[27] 55°24′11″N 132°11′41″W
- Isola di Wedge (Wedge Island)[28] 55°08′45″N 131°57′45″W
- Isole di Percy (Percy Islands)[29] 55°56′53″N 131°35′04″W

### Baie e insenature
Nel canale sono presenti le seguenti principali insenature o masse d'acqua:
- lato occidentale (sull'isola del Principe di Galles):
  - Baia di Exchange (Exchange Cove)[30] 56°12′01″N 133°04′17″W (fa parte del Canale di Kashevarof).
  - Canale di Whale (Whale Passage)[31] 56°04′15″N 133°05′18″W (separa l'isola di Thorne dall'isola Principe di Galles).
  - Baia del lago (Lake Bay)[32] 56°01′58″N 132°54′46″W (si trova a oriente dell'isola di Stevenson).
  - Baia di Ratz (Ratz Harbor)[33] 55°53′05″N 132°35′59″W
  - Baia di Little Ratz (Little Ratz Harbor)[34] 55°51′51″N 132°34′26″W
  - Baia di Snug (Snug Anchorage)[35] 55°42′13″N 132°28′04″W
  - Baia di Thorne (Thorne Bay)[36] 55°40′07″N 132°30′27″W
  - Baia di Tolstoi (Tolstoi Bay)[37] 55°39′08″N 132°25′42″W
  - Baia di Kasaan (Kasaan Bay)[38] 55°29′50″N 132°19′10″W
  - Stretto di Cholmondeley (Cholmondeley Sound)[39] 55°14′21″N 132°06′51″W
  - Baia di Johnson (Port Johnson)[40] 55°08′17″N 131°59′36″W
  - Baia di Moira (Moira Sound)[41] 55°02′12″N 132°04′12″W
  - Baia di Kendrick (Kendrick Bay)[42] 54°52′27″N 132°00′36″W
  - Insenatura di McLean Arm (McLean Arm)[43] 54°47′47″N 131°57′44″W

- lato orientale:
  - isola di Etolin:
    - Baia di Steamer Bay (Steamer Bay)[44] 56°10′00″N 132°42′08″W
    - Canale Three Way (Three Way Passage)[45] 56°02′10″N 132°37′08″W
    - Baia di Rocky (Rocky Bay)[46] 56°03′18″N 132°34′56″W
    - Baia di Cooney (Cooney Bay)[47] 56°04′10″N 132°34′48″W
    - Fiordo di Mosman (Mosman Inlet)[48] 56°06′31″N 132°33′59″W
    - Fiordo di Burnett (Burnett Inlet)[49] 56°07′00″N 132°28′24″W
    - Baia di Jadski (Jadski Cove)[50] 56°01′17″N 132°25′29″W
    - Baia di McHenry (McHenry Inlet)[51] 56°01′00″N 132°23′27″W
    - Baia di Dewy (Dewey Anchorage)[52] 55°55′40″N 132°23′21″W

  - isola di Gravina:
    - Baia di Vallenar (Vallenar Bay)[53] 55°23′08″N 131°50′50″W
    - Baia di Grant (Grant Cove)[54] 55°21′13″N 131°51′22″W
    - Baia di Nelson (Nelson Cove)[55] 55°12′17″N 131°49′47″W
    - Baia di Phocana (Phocana Bay)[56] 55°10′50″N 131°48′25″W
    - Baia di Nehenta (Nehenta Bay)[57] 55°09′49″N 131°47′31″W

  - isola di Duke:
    - Fiordo di Hall (Hall Cove)[58] 54°54′43″N 131°22′27″W

### Promontori
Nel canale sono presenti i seguenti principali promontori:
- lato occidentale (sull'isola del Principe di Galles):
  - Point Colpoys[60] 56°20′07″N 133°11′52″W
  - Point Barnes 56°03′34″N 132°55′56″W (Isola di Stevenson)
  - Luck Point 56°00′58″N 132°48′39″W
  - Ratz Point 55°54′30″N 132°37′00″W
  - Narrow Point 55°47′26″N 132°28′35″W
  - Tolstoi Point 55°40′11″N 132°23′21″W
  - Figgins Point[61] 55°33′12″N 132°18′11″W (penisola di Kasaan)
  - Lyman Point[62] 55°32′21″N 132°16′22″W (penisola di Kasaan)
  - Approach Point 55°26′31″N 132°06′36″W (Isola di Stevenson)
  - Kasaan Point 55°26′35″N 132°16′53″W
  - Skowl Point 55°25′29″N 132°16′09″W (Isola di Skowl)
  - Island Point 55°22′10″N 132°09′44″W
  - Clover Point [63] 55°18′29″N 132°07′37″W
  - Anderson Point [64] 55°17′52″N 132°07′46″W
  - Chasina Point [65] 55°16′46″N 132°01′38″W
  - Adams Point 55°06′46″N 131°59′39″W
  - Mc Lean Point 54°47′29″N 131°57′21″W
  - Cape Chacon [66] 54°41′27″N 132°01′38″W

- lato orientale:
  - isola di Zarembo:
    - Mc Namara Point 56°19′50″N 133°03′56″W
    - Point Nesbitt 56°13′56″N 132°52′19″W

  - isola di Etolin:
    - Steamer Point [67] 56°13′00″N 132°42′59″W
    - Point Harrington [68] 56°10′16″N 132°43′33″W
    - Point Stanhope [69] 56°00′53″N 132°36′23″W

  - Isola di Onslow:
    - Ernest Point [70] 55°51′09″N 132°22′07″W

  - Penisola di Cleveland:
    - Lemesurier Point [71] 55°45′52″N 132°17′08″W
    - Caamano Point [72] 55°29′53″N 131°58′09″W

  - isola di Gravina:
    - Vallenar Point [73] 55°25′27″N 131°50′56″W
    - South Vallenar Point [74] 55°22′48″N 131°52′49″W

  - Annette Island:
    - Point Davison [75] 54°59′56″N 131°36′27″W

  - Isole di Percy:
    - Point Percy [76] 54°56′48″N 131°37′13″W

  - Duke Island:
    - Cape Northumberland [77] 54°51′46″N 131°19′38″W

## Centri abitati
Lungo lo stretto sono presenti i seguenti centri abitati/comuni:
| Nome         | Posizione geografica                                                                      | Amministrazione                      | Popolazione |
| ------------ | ----------------------------------------------------------------------------------------- | ------------------------------------ | ----------- |
| Coffman Cove | isola del Principe di Galles 56°00′44″N 132°49′44″W                                       | Census Area di Prince of Wales-Hyder | 180         |
| Hollis       | isola del Principe di Galles 55°29′04″N 132°42′57″W                                       | Census Area di Hoonah-Angoon         | 2.150       |
| Kasaan       | isola del Principe di Galles Penisola di Kasaan (Kasaan Peninsula) 55°32′30″N 132°24′07″W | Census Area di Prince of Wales-Hyder | 49          |
| Meyers Chuck | Penisola di Cleveland 55°44′31″N 132°15′48″W                                              | Census Area di Prince of Wales-Hyder | 21          |
| Metlakatla   | Isola di Annette 55°07′37″N 131°34′35″W                                                   | Census Area di Prince of Wales-Hyder | 1.373       |
| Thorne Bay   | isola del Principe di Galles 55°40′38″N 132°33′22″W                                       | Census Area di Prince of Wales-Hyder | 483         |

## Accessi e turismo
Lo stretto ospita alcuni percorsi della società di navigazione Alaska Marine Highway con collegamenti a ovest verso Hollis e a nord Juneau e Wrangell e a sud con Bellingham, Prince Rupert e Metlakatla. È inoltre utilizzata da navi da crociera, da pesca e da diporto. Il canale è anche frequentato da idrovolanti.
Lo stretto si trova nella foresta Nazionale di Tongass (Tongass National Forest).

## Fauna
Nella fauna marina dello stretto si trovano: balene, leoni marini e aringhe (queste ultime molto numerose). Lungo il canale si pratica anche la pesca del salmone.